# Thief: Deadly Shadows
Thief: Deadly Shadows (с англ. — «Вор: Смертельные Тени») — компьютерная игра в жанре стелс-экшен, разработанная компанией Ion Storm Inc. и выпущенная Eidos Interactive. Издателем на территории России является компания «Новый Диск». Русское название игры — «Thief 3: Тень смерти». Сюжет игры повествует о приключении вора по имени Гарретт, а местом действия является стимпанк-мир, напоминающий одновременно и позднее средневековье и викторианскую эпоху; кроме того, присутствуют элементы фэнтези.
Это третья игра в серии игр Thief, вышедшая в 2004 году.

## Игровой процесс

### Особенности
На этот раз герою, который «отбирает ценности у богатых и оставляет их себе», совместно со своими старыми знакомыми — предстоит предотвратить осуществление Пророчества и наступление Тёмной Эры, остановив бывшую древнюю Хранительницу, одну из основателей Ордена, а ныне кошмарную ведьму Гамалл. Выполнить эту благородную миссию Гарретту поможет новая система освещения и вид от третьего лица (традиционный вид от первого лица также в наличии), а мешать будет продвинутый интеллект противников и реалистичное распространение звука.

Гарретт, главный герой игры.

### Цель миссий и сложность
Обычно целью миссии в игре является похищение какого-нибудь важного артефакта, нескольких спецпредметов (их количество зависит от уровня сложности), а также похищение определённой (зависящей от уровня сложности) доли всех имеющихся на карте ценностей. От уровня сложности также зависит внимательность охранников и сопротивляемость повреждениям (как у охранников, так и у Гарретта). На уровне Эксперт запрещено убивать мирных жителей.

### Оружие
Основным оружием Гарретта является дубинка (англ. BlackJack), ударами которой он оглушает врагов, предварительно подкрадываясь сзади, так как большинство противников слишком сильны для того, чтобы вступать с ними в открытый бой. После оглушения противник не в состоянии прийти в себя вплоть до конца миссии. Помимо дубинки, в распоряжении Гарретта в качестве оружия имеются кинжал, малоэффективный в прямом бою, но смертоносный при ударе со спины, однако, в этом плане уступающий дубинке, поскольку предсмертный крик жертвы слышат все персонажи вокруг, и несколько видов стрел: обыкновенные с металлическим наконечником, шумовые, огненные, водяные, моховые и газовые. Существуют и другие предметы, которые он может использовать в игре — лечебный напиток, бомба, ослепляющая живых противников и убивающая зомби, газовая бомба, выпускающая облако газа, усыпляющего ваших противников, святая вода, помогает против зомби, бутыли с маслом (проходя по луже масла, противник поскальзывается и падает на несколько секунд; лужу масла также можно поджечь огненной стрелой), перчатки для лазанья (позволяют передвигаться по неровным вертикальным поверхностям, вроде стен), мины (срабатывают на движение).

## Сюжет
После окончания Эпохи Металла Гарретт продолжает заниматься своим обычным делом — воровством. В один прекрасный день знакомый скупщик краденного передаёт Гарретту письмо, в котором ему срочно назначают встречу в Стоунмаркете, во дворе Терцес. На встречу приходит хранитель Артемус и извещает его, что скоро Гарретта допустят в орден слушать новое пророчество. Но сперва Хранители просят вора раздобыть священные реликвии хаммеритов и язычников: Потир Строителя и Лапу Джекнелла. Гарретт проникает на закрытые территории этих фракций и крадёт реликвии; спустя две ночи Гарретт в сопровождении Артемуса попадает в библиотеку Хранителей.
На слушании пророчества выясняется, что скоро грядут Неописанные Времена, на которых повествование глифов о будущем обрывается, и ключевую роль там сыграет некто Брат-и-Предатель. Гарретт считает имеющиеся сведения недостаточными, и изъявляет желание ознакомиться с некоторыми книгами хранителей, чтобы найти больше зацепок. Недавно вступивший в должность лидера ордена Первый Хранитель Орланд даёт Гарретту возможность использовать глифы для облегчения перемещения в городе и открытия тайников, но запрещает вести себя провокационно в отношении хранителей. Из книг Гарретт узнаёт, что хранители разыскивают Компендиум Бесчестия, в котором рассказано подробнее о Неописанных Временах, и ключ-глиф, нужный для открытия Компендиума. По ходу Гарретт узнаёт, что хаммериты и язычники вычислили, кто их обокрал, и теперь сердиты на вора, но предоставляют ему шанс искупить вину добрыми делами.
Гарретту известно, что Компендиум был унесён Ужасным Штормом. Недавно в Доки прибыл мертвый корабль с зомби, который как раз и назывался Ужасный Шторм, и из-за которого Городская стража объявила карантин и закрыла сообщения Доков с другими кварталами. С помощью глифов Гарретт обходит эти ограничения и проникает на корабль. Из судового журнала выясняется, что этот рейс для корабля оказался последним, а его капитан Мойра оставил найденный им Компендиум в поместье своей вдовы Эдвины Мойры. На маленькой шлюпке Гарретт доплывает до поместья на острове недалеко от берега, обчищает его и находит Компендиум.
Известно, что один из хранителей направлялся на поиски ключа-глифа в подземную цитадель Куршоков — расы амфибий, получивших в дар от Трикстера золотую корону и вследствие своей гордыни низверженной им под землю. Гарретт решает, помимо ключа-глифа, украсть и Корону, за которую надеется дополнительно заработать. Собрав Корону, ключ и Компендиум, Гарретт возвращается в библиотеку Хранителей.
Хранители открывают Компендиум, и толковательница Кадука зачитывает отрывок, что «когда остановится время, враг будет указан, и его все увидят». Орланд считает, что нужно ждать для прояснения этого фрагмента. Гарретт выступает против и решает, что нужно подтолкнуть исполнение данного пророчества. Вопреки запрету Орланда, он проникает в Часовую Башню, служащую главным ориентиром в Городе и обслуживаемую хаммеритами, и совершает саботаж с целью остановить часовой механизм, а метафорически и «время». Саботаж проходит неудачно, и Башня разрушается, правда рухнувший шатёр Башни складывается на обломках так, что указывает своим шпилем прямо на окно в кабинете Первого Хранителя Орланда. Гарретт решает вернуться в библиотеку и пересидеть, пока потрясение не уляжется.
А в это время в Обители Хранителей происходит убийство толковательницы Кадуки, и в этом обвиняют Гарретта. На суде Орланд ведет обвинение весьма опрометчиво и формально, и Гарретта уводят для вынесения ему приговора. Гарретт сбегает из под стражи, и Орланд высылает исполнителей, элитных хранителей-телепатов, на его физическое устранение. Оказавшись в Старом квартале, Гарретт идёт к здешнему скупщику, чтобы затаиться, но скупщик мёртв. Гарретт находит послание от таинственных друзей, предлагающих ему помощь. Он возвращается в свою квартиру, там в послании друзья назначают встречу на кладбище Старого квартала.
Там он встречает хранителей, которые не верят в виновность Гарретта и считают этот суд позорным. Они упоминают, что теперь Орланд должен поставить на должность толковательницы девочку Гамалл, бывшую до того переводчицей при Кадуке, хотя она ещё ребёнок и неопытна. Они говорят, что в Ордене назревает разлад, разобщение, что никто не доверяет друг другу, как будто кто-то ускоряет приход Тёмной Эпохи. Также упоминают, что Орланд свернул все расследования пророчества Часовой Башни, блокировал все глифы перемещения в городе и запретил хранителям покидать Обитель до тех пор, пока не поймают Гарретта, и потому они воспользовались тайным туннелем между Обителью и кабинетом Орланда, чтобы встретиться с вором. Вспомнив, что шпиль башни направлен на кабинет Орланда («враг будет указан»), Гарретт выдвигает версию, что Орланд и есть Брат-и-Предатель, что он убил Кадуку из страха разоблачения, и подставил его. Вор теперь решает проникнуть в Обитель и найти компромат на Орланда. Он возвращается в библиотеку, и через туннель попадает в Обитель.
В Обители Гарретт сперва осматривает покои Артемуса, из дневника узнаёт о его смятении и утрате доверия ко всему в Ордене. Затем попадает в покои Орланда, из его дневника узнаёт, что он получал от Кадуки письменные сообщения даже после её смерти, что он глубоко скорбит об утрате близкого друга, что он искренне верит в виновность Гарретта и отправился в эту ночь выследить его лично. Гарретт понимает, что Орланд тоже не причастен к убийству, и тогда решает осмотреть место преступления лично. Он уничтожает печать, блокировавшую глифы перемещения, и попадает в покои Кадуки. Он видит, что Кадуку убили изощрённым способом, её окаменевшее тело сидит за столом. В её спальне Гарретт находит странное письмо, адресованное ему. Если о его появлении в обители никто из хранителей не мог знать, тогда от кого же оно? Гарретт идёт в зал статуй, надеясь отыскать автора письма. Спрятавшись, он обнаруживает сутулую старуху, которая с помощью глифов оживляет статуи и приказывает им найти и убить Гарретта, после чего исчезает. Вырвавшись из засады, Гарретт покидает Обитель.
Вор вспоминает, что один хаммерит, инспектор Дрепт, уже много лет выслеживает Ведьму, загадочную старуху, отметившуюся серией жутких убийств. Гарретт решает наведаться к инспектору в поисках дальнейших зацепок и отправляется в Олдейл, богатый район Города. Инспектор говорит что в детстве он жил в Колыбели Шелбридж — приюте для детей, а потом психиатрической больнице. Однажды он играл в прятки со своей подругой на чердаке как вдруг появилась старуха которая убила его подругу, забрала её тело и внезапно исчезла. Дрепт говорит что стоит начать поиски с Колыбели так как он первый раз видел ведьму там.
Гарретт проникает в Колыбель и на чердаке находит портрет девочки которая очень похожа на Гамалл. Внезапно появляется её дух который говорит что её зовут Лорил и просит Гарретта помочь ей выбраться из Колыбели. Для этого надо уничтожить её личные вещи чтобы Колыбель «забыла» её. Она просит его выкинуть её пробирку с кровью в водосточную трубу и сжечь её ночную сорочку. Но потом оказывается что Колыбель «помнит» о ней больше чем она думала. Она просит Гарретта отправиться в прошлое в качестве одного из пациентов и уничтожить её вещи которые уже утеряны. Для этого Гарретту надо отнести «игрушку» одного из пациентов на своё место. Лорил говорит что ему нельзя попадаться на глаза врачам так как если они поймают его Гарретту придется искать новую «игрушку» и отправиться в прошлое за другого пациента. Гарретт попадает в прошлое, сжигает её дневник и выводит пятно крови на чердаке. После этого Лорил говорит что колыбель «забыла» её и говорит Гарретту пойти с ней. Гарретт пытается уйти с ней, но оказывается что он пробыл в Колыбели слишком долго, и она «запомнила» его. Лорил предлагает Гарретту отправиться в прошлое в своем обличии, но предупреждает что если он умрет в прошлом, то умрет и в настоящем. Лорил говорит, что чтобы перехитрить Колыбель ему надо выпрыгнуть из окна башни персонала, чтобы Колыбель подумала что он умер в прошлом, а в настоящем он окажется снаружи Колыбели. Гарретт отправляется в прошлое, выпрыгивает из окна, оказывается снаружи и покидает Колыбель вместе с Лорил.
Выбравшись на улицы Лорил просит Гарретта взять с собой пробирку с её кровью и ведет его в катакомбы Форта Айронвуд. Там она открывает тайную дверь в комнату с саркофагом где спрятано её тело. На саркофаге написаны некие знаки которые Гарретт стирает кровью. В это время в Библиотеке Хранителей проводится посвящение Гамалл в толковательницы пророчеств. После того как Гарретт стер знаки, Гамалл становится «плохо», и оказывается, что в обличии Гамалл все это время была старуха, которая и убила Кадуку. Лорил появляется перед Гарреттом и говорит, что ведьма больше не сможет использовать её облик. Она благодарит Гарретта и исчезает.
Гарретт спешит в Библиотеку Хранителей чтобы рассказать правду, но прибывает слишком поздно. Хранители говорят, что Гамалл нашла Конечный Глиф — мощное оружие которое может сделать её неуязвимой, и уничтожить Город. Так же они говорят, что она украла Потир и Лапу. Хранители просят Гарретта проникнуть в её логово и вернуть Артефакты. Гарретт проникает в её логово, там его встречает Хранитель Артемус и говорит что Артефакты как-то связаны с самыми древними местами в Городе, и что остальные три Артефакта хранятся в Музее. Гарретт опять крадет Лапу и Потир, а также с помощью глифа его дубинка получает способность «убивать» каменных статуй.
После этого Гарретт направляется в Музей, чтобы украсть оставшиеся артефакты. Оказывается что попытка ограбить Музей предпринималась и ранее, но провалилась так как некоторые экспонаты в музее защищены Антиворовской системой. Гарретт отключает её и крадет — Сердце Буррика, Корону Куршуков и Глаз (тот самый). На выходе из Музея Гарретта встречает Хранитель Артемус и убеждает Гарретта отдать ему Артефакты прямо сейчас. Гарретт отказывается. Внезапно появляется Первый Хранитель Орланд и говорит Артемусу что он (Орланд) утратил равновесие и то что Артемус был прав. Орланд предлагает рассказать Гарретту правду, но оказывается что в образе Артемуса была ведьма. Она убивает Орланда, но Гарретт успевает сбежать.
Теперь Гарретту нужно разместить Артефакты на самых древних строениях самому. Он ставит четыре Артефакта в четырёх кварталах и пятый Артефакт ставит на фонтан в Южном Квартале, напротив его дома. Внезапно из фонтана вырывается луч света в небо, и с высоты видно что некоторые улицы Города засветились и образовали Глиф (возможно это был тот самый Конечный Глиф). После этого все каменные статуи застывают, а ведьма превращается в старуху и её забирают Хранители. В городе появляется новое здание из ниоткуда (возможно Цитадель Хранителей), а все Глифы в книгах Хранителей пропадают. Гарретт же возвращает Потир Строителя Хаммеритам и Лапу Джекнелла Язычникам.
В финальном ролике Гарретт смотрит на рассвет, но внезапно сзади него появляется кто-то. Это оказывается девочка-сирота которая пыталась украсть у Гарретта кошелек. Гарретт хватает её за руку и говорит что у неё есть талант, так как нелегко увидеть Хранителя особенно если он не желает чтобы его видели (повторяя фразу, которую в свое время другой хранитель сказал самому Гарретту). После этого камера возвышается над Городом и игра заканчивается.

## Оценки
| Сводный рейтинг | Сводный рейтинг | Сводный рейтинг |
| Издание         | Оценка          | Оценка          |
| Издание         | PC              | Xbox            |
| --------------- | --------------- | --------------- |
| GameRankings    | 84,21 %         | 81,51 %         |